# Try Me (canção de James Brown)
"Try Me", com título original sendo "Try Me (I Need You)", é uma canção gravada por James Brown and The Famous Flames em 1958. Foi número 1 na parada R&B e número 48 na parada Pop - primeira aparição do grupo na parada Billboard Hot 100. Foi o segundo single de Brown e os Flames a entrar em paradas, encerrando uma seca de dois anos sem sucessos comerciais.
"Try Me" foi incluída nos álbuns Please Please Please e Try Me!.

## Créditos
- James Brown - vocais

The Famous Flames
- Johnny Terry - background vocals
- Bill Hollings - background vocals
- J.W. Archer -  background vocals
- Louis Madison - background vocals

Músicos
- George Dorsey - saxofone alto
- Clifford Scott - saxofone tenor
- Ernie Hayes - piano
- Kenny Burrell - guitarra
- Carl Pruitt - baixo
- David "Panama" Francis - bateria[3]

## Outras versões
Brown gravou uma versão instrumental de "Try Me" para a Smash Records em 1965 que alcançou o número 34 da parada R&B e 63 na Pop nos EUA.
Apresentações de "Try Me" aparecem em Live at the Apollo e na maioria dos subsequentes álbuns ao vivo de Brown. Brown & The Flames gravaram uma versão orquestada de "Try Me" para o álbum de 1963 Prisoner of Love.
O membro do Bone Thugs-N-Harmony, Bizzy Bone, sampleou a canção em sua faixa "I Need You", presente no álbum "A Song For You."